# Gaby Espino
Gaby Espino (née María Gabriela Espino Rugero le 15 novembre 1977 à Caracas au Venezuela) est une actrice de telenovela et un mannequin vénézuélienne.

## Biographie
Fille d'un ingénieur en chimie et d'une publicitaire, Gaby Espino veut étudier la médecine à son entrée à l'université mais s'oriente vers l'ontologie, puis change de nouveau d'idée pour se tourner, comme sa mère, vers la publicité. En 1995, elle commence à étudier la danse et la scène à l'Escuela Luz Columbia à Caracas.
Le 14 juin 2007, Gaby épouse l'acteur vénézuélien Cristóbal Lander, avec qui elle a une fille prénommée Oriana Lander (née le 9 juillet 2008). En 2009, sur le tournage de Más Sabe el Diablo, Gaby fréquente l'acteur Jencarlos Canela. À la suite de cette liaison, Gaby et son époux se séparent au début de l'année 2010, avant de se remettre ensemble en novembre 2010. Cependant, quatre mois plus tard, en mars 2011, le couple annonce qu'ils ont divorcé.
Après plusieurs mois de rumeurs, Gaby et Jencarlos Canela annoncent lors d'une interview qu'ils sont en couple et qu'ils attendent même un enfant ensemble. Le 12 février 2012, Gaby donne naissance à un garçon, prénommé Nickolas Canela Espino. Le 26 août 2014, ils annoncent leur séparation sur Facebook.
De 2016 à 2017, elle était en couple avec l'acteur Arap Bethke.
Depuis 2015 elle possède sa propre marque de cosmétiques commercialisé sur son site web gabyespino.com sous son nom, Gaby Espino.
Après sa rupture avec Arap, Gaby s'affiche publiquement sur le réseau social instagram avec son nouveau petit ami, Jaime Mayol.

## Carrière
Elle débute à la télévision dans les telenovelas pour adolescents A todo corazon en 1997, où elle joue le rôle de Natalia et Así es la vida. Juste un an après, elle obtient son premier rôle important en jouant Ivana dans Enamorada au côté du Cubain René Lavan.
En 2001, on lui propose de jouer au Mexique et au Pérou. Mais elle décide de retourner au Venezuela pour participer à deux telenovelas de Leonardo Padrón, Amantes de luna llena et Guerra de mujeres de Mónica Montañes.
Pour Amantes de luna llena, elle gagne «la Gran Águila de Venezuela» de 2001 comme actrice juvénile, et pour Guerra de mujeres elle reçoit le prix «Mara de oro», «le Tamanaco de oro» et «le Cacique de oro».
En 2002, elle joue dans la telenovela Las González.
En 2003, elle joue le rôle de Princesa Izaguirre Zabaleta dans Rebeca.
En 2004, on la retrouve au côté de Christian Meier dans Luna, la heredera.
En 2005, elle obtient un nouveau rôle principal dans Se solicita príncipe azul. Gaby Espino fait aussi partie de la distribution du film La Mujer de mi hermano (La Femme de mon frère) avec Barbara Mori et Christian Meier.
En 2006, elle participe à la telenovela mexicaine Mundo de fieras,.
En 2007, elle est dans Sin vergüenza,.
En 2008, elle fait une brève apparition dans la telenovela El rostro de Analía où elle incarne Mariana Montiel.
En 2009, on la retrouve dans Más sabe el diablo, telenovela produite par Telemundo. Elle joue en compagnie de Jencarlos Canela. Elle gagne le prix de la meilleure actrice de l'année de la chaîne Telemundo.
En 2011, en Colombie elle joue dans la telenovela Ojo por ojo en compagnie de Miguel Varoni.
En 2012, elle est l'animatrice de l'émission Yo me llamo de Telemundo.
En 2013, elle est la vedette de la telenovela Santa diabla avec Aarón Díaz et Carlos Ponce.
Le 30 avril 2015 elle est choisie pour présenter avec Pedro Fernández les Premios Billboard de la música latina diffusée sur la chaîne Telemundo.
Du 31 octobre au 10 décembre 2016, à Alméria en Espagne, Gaby Espino enregistre le long métrage Jesús de Nazareth produit par José Manuel Brandariz et réalisé par Rafael Lara où elle incarne María Magdalena aux côtés de Julián Gil qui tient le rôle-titre.

### Cinéma
En 2005, elle fait une incursion au cinéma avec le film La mujer de mi hermano, du péruvien Ricardo de Montreuil et produit par le Vénézuélien Stan Jakubowicz, adapté du livre de Jaime Bayly.
En 2006, elle tourne dans le film Elipsis du vénézuélien Eduardo Arias-Nath.

## Filmographie

### Telenovelas
- 2000 : Amantes de Luna Llena / Les amoureux de la pleine lune (Venezuela) : Abril Cárdenas
- 2001 : Guerra de Mujeres / Guerre de femmes  (Venezuela) : Yubirí Gamboa
- 2002 : Las Gonzalez/ Les Gonzalez (Venezuela) : Alelí González
- 2003 : Rebeca (USA) : Princesa Izaguirre
- 2004 : Luna, La Heredera/ Luna l'héritière  (Colombie) : Luna Mendoza
- 2005 : Se Solicita Príncipe Azul/ On cherche le prince charmant (Venezuela) : María Carlota Rivas
- 2006 : Mundo de Fieras/ Monde de félins (Mexique) : María Castillo
- 2007 : Sin vergüenza / Sans honte (Colombie) : Renata Sepulveda
- 2008 : El rostro de Analía / Le visage d'Analía (Los Angeles, États-Unis) : Mariana Andrade de Montiel / Ana Lucía Moncada, dite Analía
- 2009-2010: Más Sabe el Diablo (L'Ange du diable el Diablo) / (New York, États-Unis avec quelques scènes au Mexique) : Manuela Dávila
- 2011 : Ojo por ojo (États-Unis) : Alina de Monsalve
- 2013-2014 : Santa Diabla (Marrero, Louisiane, États-Unis) : Santa Martinez / Amanda Brown, dite "La Diabla"
- 2016-2018 : Señora Acero : Indira Cardenas

### Émissions de télévision
- 1994-1997 : Nubeluz  : Présentatrice
- 1996-2002 : Lo último : Présentatrice
- 2012 : Yo me llamo USA : Présentatrice
- 2012-2013-2014 : Premios Tu Mundo : Présentatrice
- 2014 : Buscando mi ritmo : Animatrice
- 2015 : Premios Billboard de la música latina : Présentatrice
- 2018- : MasterChef Latino : Présentatrice

### Cinéma
- 2005 : La mujer de mi hermano  : Laura
- 2006 : Elipsis : Leonora Duque
- 2009 : Mas Sabe el Diablo, El Primer Golpe : Manuela Davila (participation spéciale)
- 2015 : Lusers : Angie

### Série
- 2019 : Les Périls de l'amour : Camila